# Книш

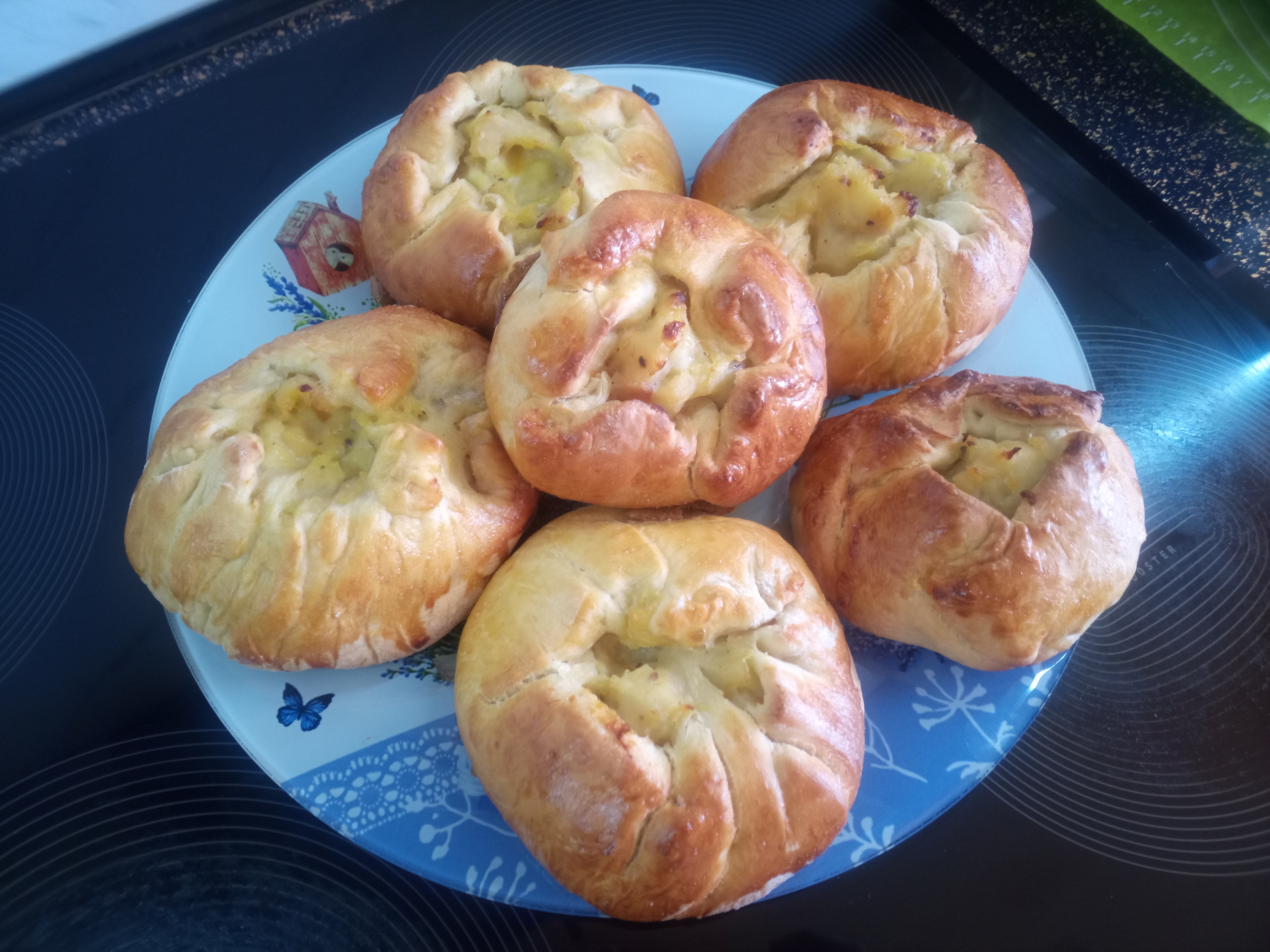
Західноукраїнські книші з картоплею.

Книш, книші́ — житній, рідше пшеничний хліб з борошна тонкого помелу. З готового розчинного тіста зліплювали кругленьку паляничку і, вмочивши в олію ложку, робили нею надрізи по краю хлібини. Одержані «пелюстки» (п'ять чи сім) витягували, загинали до середини хлібини й притискали ложкою. Іноді замість ложки брали маленьку чарочку, вмочували її вінця в олію й відтискали п'ять-сім печаток, щоб олія затрималася у борозенках. Під «пелюстками» книші зрідка начиняли смаженою на олії цибулею. У м'ясоїд свіжі книші їли зі смаженим салом.
Книшем на Заході України називали пиріг, начинений гречаною кашею та вареною картоплею.
Книш є обрядовим хлібом для вшанування предків, має вигляд хліба з хлібенятком  або хліба  з «душею». Поверх  круглої хлібини зверху накладають маленьке хлібенятко, яке називають «душею». Іноді для виготовлення книша роблять звичайну паляницю на поверхні якої  за допомогою склянки, вінця якої попередньо вмочені в олію або у воду, відтискають кружечок.  Як обрядова страва вживається на Святий вечір та під час поминальних трапез. Книшем пригощаються всі, хто зібрався за столом, його пахощами живляться душі померлих родичів, ним пригощають колядників, дають старцям, щоб і померлі родичі отримали гостинець на тому світі.
(Над поминки, які справляв Еней своєму батькові у поемі Котляревського «Енеїда»: «Зробити поминки я хочу, Поставити обід старцям — … І зараз миттю всі пустились Горілку, м'ясо купувати, Хліб, бублики, книші вродились, Пійшли посуди добувати; І коливо з куті зробили, Сити із меду наситили…»). Книшами обдаровували колядників, з ними відвідували родичів і кумів на різдвяні свята, їх носили діти своїм бабам-повитухам.